# Highway (route publique)
Pour les articles homonymes, voir Highway et HWY.

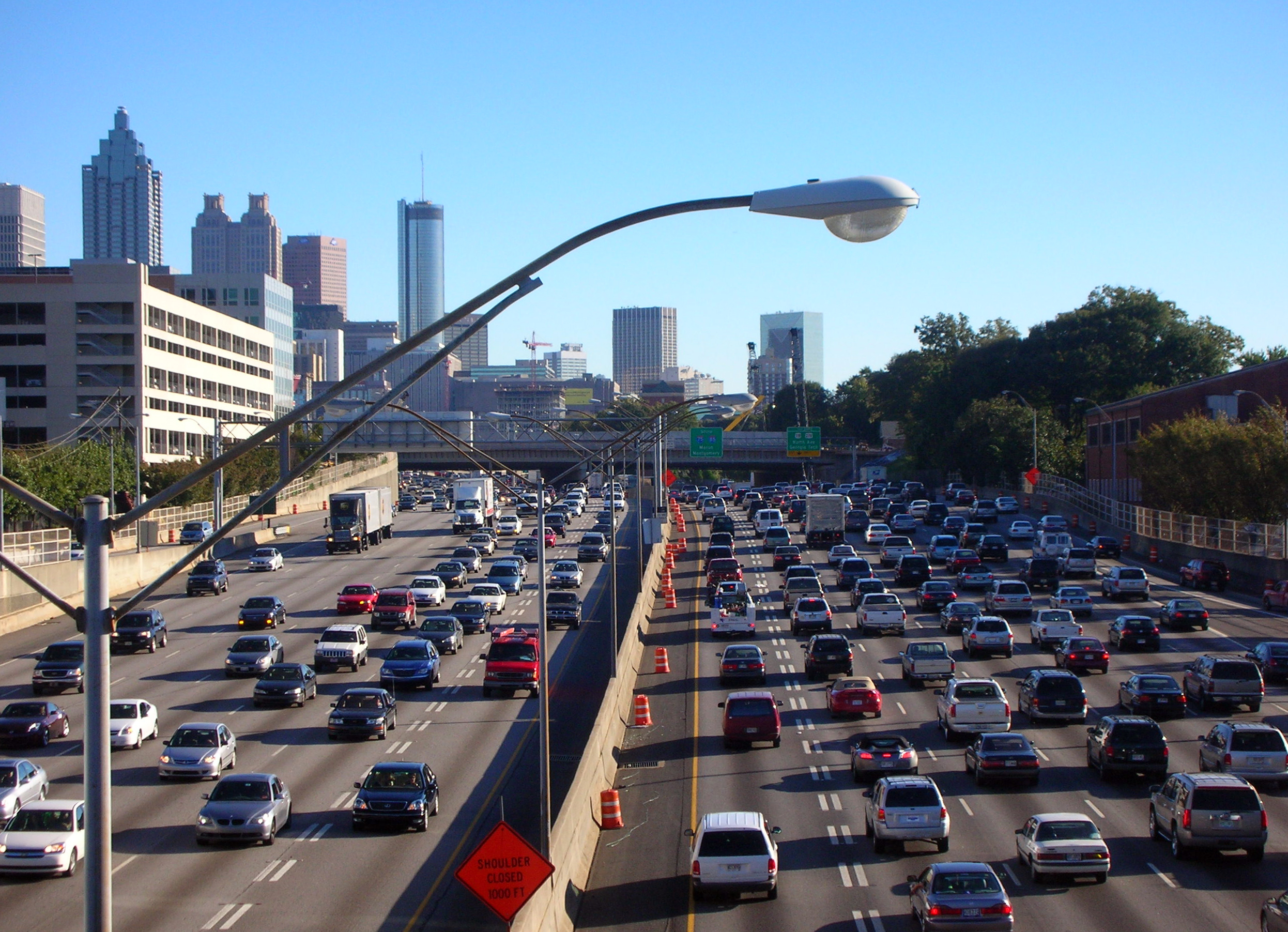
Le I-75/I-85 Downtown Connector à Atlanta, États-Unis.

Highway (abrégé en HWY) est un terme anglophone qui désigne une voie publique, souvent une route principale ou une autoroute.

## Nuances
En anglais américain et australien, le terme « highway » indique une route importante comme une autoroute, une voie rapide, ou une artère urbaine, en général sous le contrôle de l'agence étatique ou provinciale à la place d'une autorité routière locale.
Au Royaume-Uni, il peut s'agir de toute voie de circulation ouverte au public, même si étymologiquement le terme, composé de « high » (dans le sens de « principale ») et « way » (« voie »), indique clairement la « voie principale menant d'une ville à une autre ». Cependant, le terme motorway est le plus couramment utilisé au Royaume-Uni.